# وسط الدلتا لإنتاج الكهرباء
شركة وسط الدلتا لإنتاج الكهرباء هي شركة كهرباء تابعة للشركة القابضة لكهرباء مصر

## نبذة عن الشركة
شركة مساهمة مصرية تأسست طبقاً لاحكام القوانين السارية في جمهورية مصر العربية، وهي إحدى الشركات التابعة للشركة القابضة لكهرباء مصر ويسرى عليها أحكام قانون شركات المساهمة وشركات التوصية.

## أنشطة الشركة
تعمل الشركة على المشاركة في إنتاج احتياجات الشبكة الكهربائية الموحدة من الطاقة الكهربائية اللازمة للتنمية الاقتصادية والاجتماعية ومشروعاتها، وفقا للمعايير العالمية وبالجودة المطلوبة مع الحفاظ على البيئة
وعلى أسس اقتصادية تنافسية مع تعظيم استخدام موارد الشركة الذاتية في اطار الاستراتيجية العامة لوزارة الكهرباء والطاقة والشركة القابضة لكهرباء مصر بما يتضمن إدارة وتشغيل وصيانة محطات التوليد الحرارية التابعة لها وتنفيذ عمليات الإحلال والتجديد اللازمة لهذه المحطات مع الالتزام الكامل بتعليمات المركز القومى للتحكم في الشبكة الكهربائية الموحدة ، وعلى الاخص فيما يتعلق بتحميل وصيانة وحدات التوليد وبما يتفق مع مقتضيات التشغيل الاقتصادى وذلك لضمان التشغيل الامثل من النواحى الفنية والاقتصادية.

## محطات الشركة
- طلخا البخارية
- طلخا الغازية
- طلخا المركبة الجديدة
- المحمودية الغازية
- النوبارية المركبة
- النوبارية الموديول الثالث
- العطف المركبة
- بنها المركبة